# Shower Posse
Shower Posse to jamajski gang, należący do kartelu Jamaican posse, zajmujący się przemytem narkotyków i broni. Ma siedzibę w Tivoli Gardens w Kingston na Jamajce, lecz urzęduje głównie w Nowym Jorku, New Jersey i Pensylwanii. Założony w latach siedemdziesiątych XX wieku, dla wsparcia Jamajskiej Partii Pracy, z którą utrzymuje bliskie kontakty.
Gang ma silną pozycję wśród jamajskich społeczności w Stanach Zjednoczonych, gdzie przywódcą stał się Vivian Blake. Shower posse stał się znaczącym graczem w nowojorskim handlu narkotykami, ma również silne powiązania z Toronto.
Odegrał znaczącą rolę w zamieszkach wywołanych próbami ujęcia jego szefa, Christophera Coke'a.